# 국립능악당

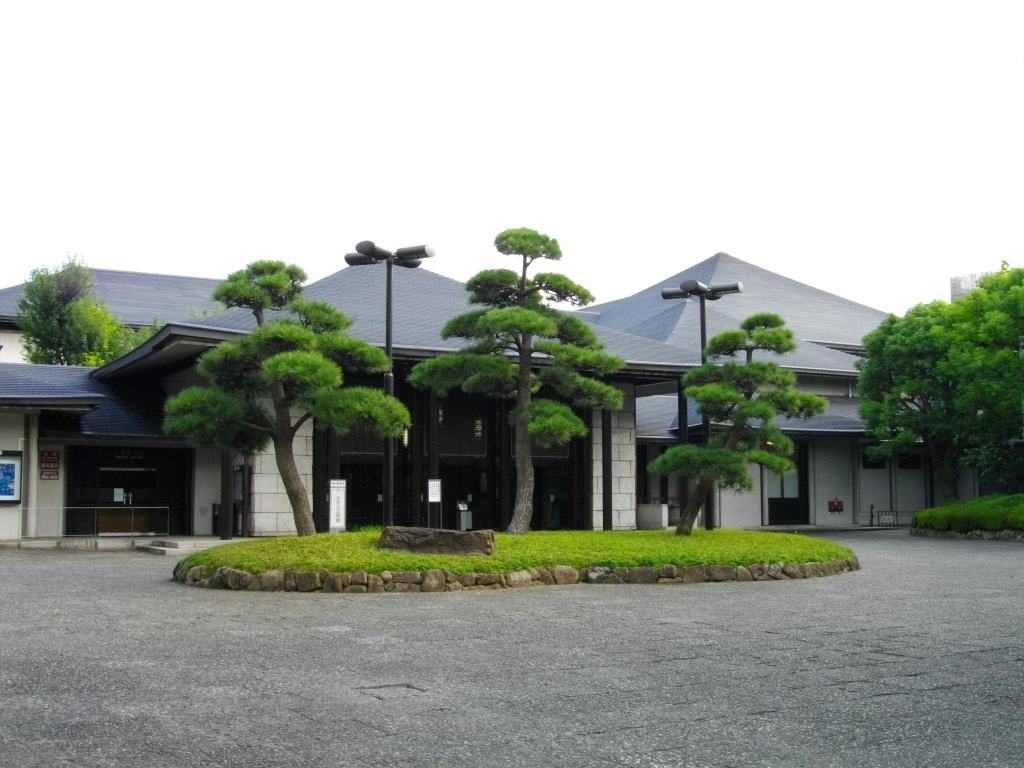
국립능악당

국립능악당(일본어: 国立能楽堂 고쿠리쓰노가쿠도[*])은 일본 예술 문화 진흥회가 운영하는 노 극장이다. 도쿄도 시부야구에 위치하고 있다.

## 같이 보기
- 노 (연극)